# Ester Wilenska
Ester Wilenska, Estera Wileńska (hebr.: אסתר וילנסקה, ang.: Esther Vilenska, ur. 8 czerwca 1918 w Wilnie, zm. 8 listopada 1975 w Tel Awiwie) – izraelska dziennikarka i polityk pochodząca z Polski, w latach 1951–1959 oraz 1961–1965 posłanka do Knesetu z listy Komunistycznej Partii Izraela.

## Życiorys
Urodziła się 8 czerwca 1918 w Wilnie, w ówczesnym Imperium Rosyjskim. Dzieciństwo i młodość spędziła w Polsce, w Wilnie ukończyła szkołę średnią, następnie w 1938 wyemigrowała do Brytyjskiego Mandatu Palestyny. Na Uniwersytecie Hebrajskim w Jerozolimie zrobiła bakalaureat z socjologii i filozofii, a następnie ukończyła studia magisterskie z historii.
Od 1940 należała do Komunistycznej Partii Izraela (Maki), wyszła za mąż za jej przywódcę Me’ira Wilnera, jednak ich małżeństwo ostatecznie zakończyło się rozwodem. Od 1943 była redaktorem, a od 1947 redaktorem naczelnym pisma Kol ha Am (Głos Ludu). Od 1949 do 1973 zasiadała we władzach organizacji związkowej Histadrut.
Po uzyskaniu przez Izrael niepodległości zasiadała w radzie miejskiej Tel Awiwu (w latach 1949–1951), a w wyborach parlamentarnych w 1951 po raz pierwszy dostała się do izraelskiego parlamentu.  W drugim Knesecie zasiadała w komisjach służby publicznej, budownictwa, pracy oraz spraw gospodarczych. W wyborach w 1955 ponownie została wybrana posłem. W trzecim Knesecie zasiadała w komisjach spraw publicznych, budownictwa, konstytucyjnej,  pracy oraz spraw gospodarczych. W kolejnych wyborach nie uzyskała reelekcji, ale w przyspieszone wybory w 1961 przyniosły jej mandat poselski. W piątym Knesecie zasiadała w komisjach służby publicznej, edukacji i kultury oraz pracy. Po rozłamie partii pozostała w Maki, była jedną z liderek ugrupowania. Pod koniec życia poświęciła się pisarstwu i napisała autobiografię (wydaną już po jej śmierci) oraz kilka innych publikacji historycznych. W 1973 opuściła Maki, zakładając partię Aki (Opozycyjna Partia Komunistyczna). Zmarła 8 listopada 1975 w Tel Awiwie; stworzone przez nią ugrupowanie nie przetrwało.

## Życie prywatne
Była żoną Me’ira Wilnera, z którym miała dwóch synów, małżeństwo zakończyło się rozwodem. Wyszła drugi raz za mąż za Cewiego Bernsteina, również członka Maki. Pozostali małżeństwem do jej śmierci.

## Publikacje
Lista wybranych publikacji książkowych, wszystkie po hebrajsku, angielskie tytuły za stroną Knesetu.
- התקוממות האיכרים הגדולה בגרמניה: חלוץ המהפכות החברתיות („The Peasants Revolt in Germany: the Pioneer of Social Revolutions”) (1971)
- האינטרנציונל הסוציאליסטי והתהוות הקומאינטרן  („The Socialist International and the Formation of the Comintern”) (1974)
- השאלה הלאומית בהלכה ובמעשה של הבולשביקים עד מותו של לנין 1924 („The National Question in Bolshevik Theory and Practice–until the Death of Lenin in 1924”) (1977)
- „Values and Struggles: A Collection of Writings, Speeches and Work Law Proposals in the Knesset” (1977)
- פרקי חיים: אסתר וילנסקה, (“Chapters in a Life”), redakcja Cwi Britstein (autobiografia, 1984)

Była także redaktorem książki  100 שנה להולדתו של לנין („One Hundred Years Since the Birth of Lenin”) (1970)